# سبيستون الإنجليزية
سبيستون الإنجليزية (بالإنجليزية: Spacetoon English) قناة تلفزيونية إنجليزية ضمن مجموعة سبيستون. متخصصة في الرسوم المتحركة وبرامج الأطفال، بدأت بالبث في1 أبريل عام 2005 الساعة 11:00 صباحا وكان بث القناة من 11:00 صباحا حتى 8:00 مساء وبعد فترة حدثت تطويرات على القناة لتصبح تبث من 09:00 إلى 21:00 ومن ثم على مدار الساعة وتوقف بث القناة يوم الأربعاء 19 أغسطس 2009 الساعة 6:00 مساء لمدة اسبوع كامل وعاودت البث مرى أخرى يوم الأربعاء 26 يناير 2009 الساعة: 14:00 وأصبح بثها من 14:00 إلى 19:15 والقناة لها عشرة كواكب تحدد اصناف الرسوم المتحركة مع العمر. في عام 2011 اغلقت القناة على قمر النايل سات - معلنةً بأنها ستعود في مظهر جديد.

## كواكب سبيستون
- أكشن (كوكب الاثارة والغموض) لمسلسلات الحركة والاثارة.
- مغامرات (كوكب الخيال والتشويق) لمسلسلات المغامرات.
- رياضة (كوكب التحدي والقوة) لمسلسلات وبرامج الرياضة.
- زمردة (كوكب للبنات فقط) لمسلسلات وبرامج البنات.
- بونبون (كوكب الابطال الكبار) لمسلسلات الأطفال
- تاريخ (كوكب من قديم الزمان) للمسلسلات التاريخية.
- علوم (كوكب الاكتشاف والمعرفة) للبرامج التثقيفية.
- ابجد (كوكب الأرقام والحروف) للبرامج التعليمية.
- كوميديا (الكوكب الضاحك) لمسلسلات الكوميديا.
- افلام (كوكب من كل الألوان) لافلام الكارتون.

## كرتون
- أجنحة الكاندام (أكشن)
- سلاحف النينجا (أكشن)
- باتمان (أكشن)
- بن 10 (أكشن)
- أديب وأيوب وإيهاب (أكشن)
- باتل بيدا مان (أكشن)
- سلاحف النينجا (أكشن)
- مغامرات جديد جوني كويست (أكشن)
- شارع القرش (أكشن)
- رواد المخاطر (أكشن)
- القنفذ سونيك (مغامرات)
- أسطورة زورو (مغامرات)
- هورس لاند (مغامرات)
- أحمد وأمينة (مغامرات)
- السيف القاطع (مغامرات)
- باباي (مغامرات)
- إنيوشا (مغامرات)
- السراب (مغامرات)
- مونت كريستو (مغامرات)
- الجاسوسات (زمردة)
- فيفي والزهرات الصغيرات (زمردة)
- سندريلا (زمردة)
- ستروبيري شورت كيك (زمردة)
- ليتليست بيت شوب (زمردة)
- ساندي بيل (زمردة) (مترجم)
- فتيات القوة (زمردة)
- جوسي والهررة (زمردة)
- مغامرات لولو وطبوش (زمردة)
- الدهون البرت واطفال كوزبي (كوميديا)
- كاظم وكفاح (كوميديا)
- القناع (كوميديا)
- بينك بانتر (كوميديا)
- الضاحكون (كوميديا)
- بسبسبوبي (كوميديا)
- أوغي والصراصير (الجزء الأول فقط) (كوميديا)
- تايني تون (كوميديا)
- تاز المشاكس (كوميديا)
- القنادس الغاضبة (كوميديا)
- رن وستمبي (كوميديا)
- حكايات جنجر (كوميديا)
- فرفوح (كوميديا)
- موتشا لوتشا (كوميديا)
- مختبر دكستر (كوميديا)
- المحقق غادجيت (كوميديا)
- حياة روكو الحديثة (كوميديا)
- بيف وهيركول (كوميديا)
- بينكي وبرين (كوميديا)
- توم وجيري (كوميديا)
- ميري ميلوديز ولوني تيونز (كوميديا)
- ذا سكوبي دو شو (كوميديا)
- أبطال السباق (رياضة)
- سبورت بيلي (رياضة)
- تنانين النار والجليد (افلام)
- عالم رونالدينيو (رياضة)
- ابطال الفضاء (أكشن)
- سكان تو غو (رياضة)
- كابتن ماجد (رياضة) (مترجم)
- المحترفون (رياضة)
- الأعاصير (رياضة)
- كرش جير (رياضة)
- سيمبا (مغامرات)
- حكايات لعبة 3 (أفلام)
- أنستازيا (أفلام)
- حكايات ما احلاها (تاريخ)
- المتحري وحيد (تاريخ)
- سامي وآدم ومايا (علوم)
- سبيس تون انتراكتف جيم (علوم)
- ميكي ماوس (بون بون)
- المهرجون الصغار (بون بون)
- مغامرات فريد (بون بون)
- أشكالهم غريبة (بون بون)
- صنديد (بون بون)
- بابار (بون بون)
- the Patrick show (ابجد)
- غامبول (كوميديا)
- أمل وأنور (أبجد)
- باص المدرسة العجيب (أبجد)
- تليتبيز (أبجد)
- إفتح يا سمسم (أبجد)
- المناهل (أبجد)
- بارني و الأصدقاء (أبجد)
- بابي لاند (أبجد)
- بوكويو (أبجد)
- الشبح (رياضة)

## قنوات سبيس تون الإنجليزية
بالإنجليزية فتبث قناة لكل من الولايات المتحدة، أستراليا

## بث القناة
'تبث القناة 24ساعة.

## سبيس تون راديو
سبيس تون راديو (بالإنجليزية: Spacetoon Radio) قناة تلفزيونية عربية ضمن مجموعة سبيس تون متخصصة في بث الأغاني والأناشيد الخاصة لكارتونات مركز الزهرة للدبلجة، بدأت بالبث يوم الأربعاء 19 اغسطس 2009 الساعة 6:00 مساء في نفس تردد قناة سبيس تون 2 وحدثت تطويرات على القناة حيث كانت تبث أول اسبوع من افتتاحها من 07:00 إلى 00:00 اما الآن فأصبحت تبث على فترتان الفترة الأولى من 07:00 إلى 14:00 والفترة الثانية بعد إغلاق سبيس تون الإنجليزية 19:15 وما زالت القناة في طور البث التجريبي وتعرض الكثير من أغاني وأناشيد متنوعة خاصة بمركز الزهرة وأكثرها من غناء طارق العربي طرقان ورشا رزق ومنها:- أغنية الحج، وديلي سلامي يارايح للحرم، اسرار المحيط، الاشكال، انشودة من يطق الباب، انشودة (نجحنا), هذا الامتحان، الحديقة السرية، هامتارو، انا المثلث، انا الدائرة، فأر، وفي رمضان: ادعية رمضانية، كتاب الله (انشودة), الفلاح المسافر، بينكي وبرين، والرمية الملتهبة وشارات الحديقة السرية وهامتارو وساندي بيل والحروف الأبجدية والاشكال والضمائر وجميع اناشيد فلة وأيضا الكثير وتعرض بين فترات فقرة (دودي، سلوم، احب الرياضة) وكارتون: توم وجيري ولوني تون وسلفستر وتويتي.

### المسلسلات المعروضة والمدبلجة على سبيستون راديو
- دمتم سالمين.(سابقا)
- المتعبون الصغار. (سابقا)
- أبواب ونوافذ (خلال رمضان الماضي)
- توم وجيري.
- لوني تون.
- تويتي.

### البث
للقناة فترتان تبث فيها:
الفترة الأولى: من 07:00 إلى 14:00
الفترة الثانية من 19:00 إلى 00:00